# 歌ひとすじ
「歌ひとすじ」（うたひとすじ）は、日本の演歌歌手川中美幸のシングルである。2006年1月1日発売。発売元はテイチクエンタテインメント。デビュー30周年を記念したシングルで、3万枚限定ゴールドディスク仕様。 

## 収録曲
1. 歌ひとすじ(4:21)
作詞：吉岡治、作曲：弦哲也、編曲：前田俊明
2. 歌ひとすじ（オリジナル・カラオケ）(4:21)
3. 歌ひとすじ（メロ入りカラオケ）(4:21)
4. 想い出夜汽車(4:42)
作詞：吉岡治、作曲：弦哲也、編曲：前田俊明
5. 想い出夜汽車（オリジナル・カラオケ）(4:42)